# 湯触村
湯触村（ゆぶれむら）は、神奈川県足柄上郡に存在した村。現在の山北町南西部に位置した。村域は2つに分断されていた。

## 地理
- 山 ： 大野山
- 川 ： 酒匂川、河内川

## 歴史
- 1889年（明治22年）4月1日 - 町村制の施行により、湯触村が単独村制。川西村、谷ケ村、神縄村、山市場村との町村組合が発足し、組合役場を川西村大字川西に設置。大字は編成しなかった。
- 1911年（明治44年）4月1日 - 川西村に編入。同日湯触村廃止。